# 17199 Jasonliu
A 17199 Jasonliu (ideiglenes jelöléssel (17199) 2000 AT40) a Naprendszer kisbolygóövében található aszteroida. A LINEAR projekt keretében fedezték fel 2000. január 3-án.